# Ittenhausen (Friedrichshafen)
Ittenhausen ist ein Ortsteil von Ailingen, einem Stadtteil von Friedrichshafen am Bodensee.

## Geschichte
Im Jahr 1198 wurde Ittenhausen erstmals erwähnt. Aufgrund der günstigen Lage Ittenhausens mit beidseitig sumpffreiem Zugang zur Rotach wurde die Stelle schon früh als Furt genutzt, lange bevor eine Brücke gebaut wurde. Seit 1200 stellte die Furt einen Teil der Hauptreiseroute zwischen dem Sitz der Grafen Montfort in Tettnang und dem Bischofssitz in Markdorf dar. Die Route führte über Kehlen, Kloster Hirschlatt, Ailingen, Berg und Raderach nach Markdorf.
Der ganzjährige Wasserfluss der Rotach sicherte einen Betrieb von Getreide und Holzmühlen, nebst Schiede über Jahrhunderte, wenngleich die Chronik 800 Jahre Ittenhausen von häufigem Misserfolg des jeweiligen Mühlenbesitzers berichtet.
Am 25. Februar 1945 kamen beim Luftangriff mit 63 Flugzeugen auf Friedrichshafen in Ittenhausen drei Menschen ums Leben.

## Sehenswürdigkeiten

### Mühle Ittenhausen

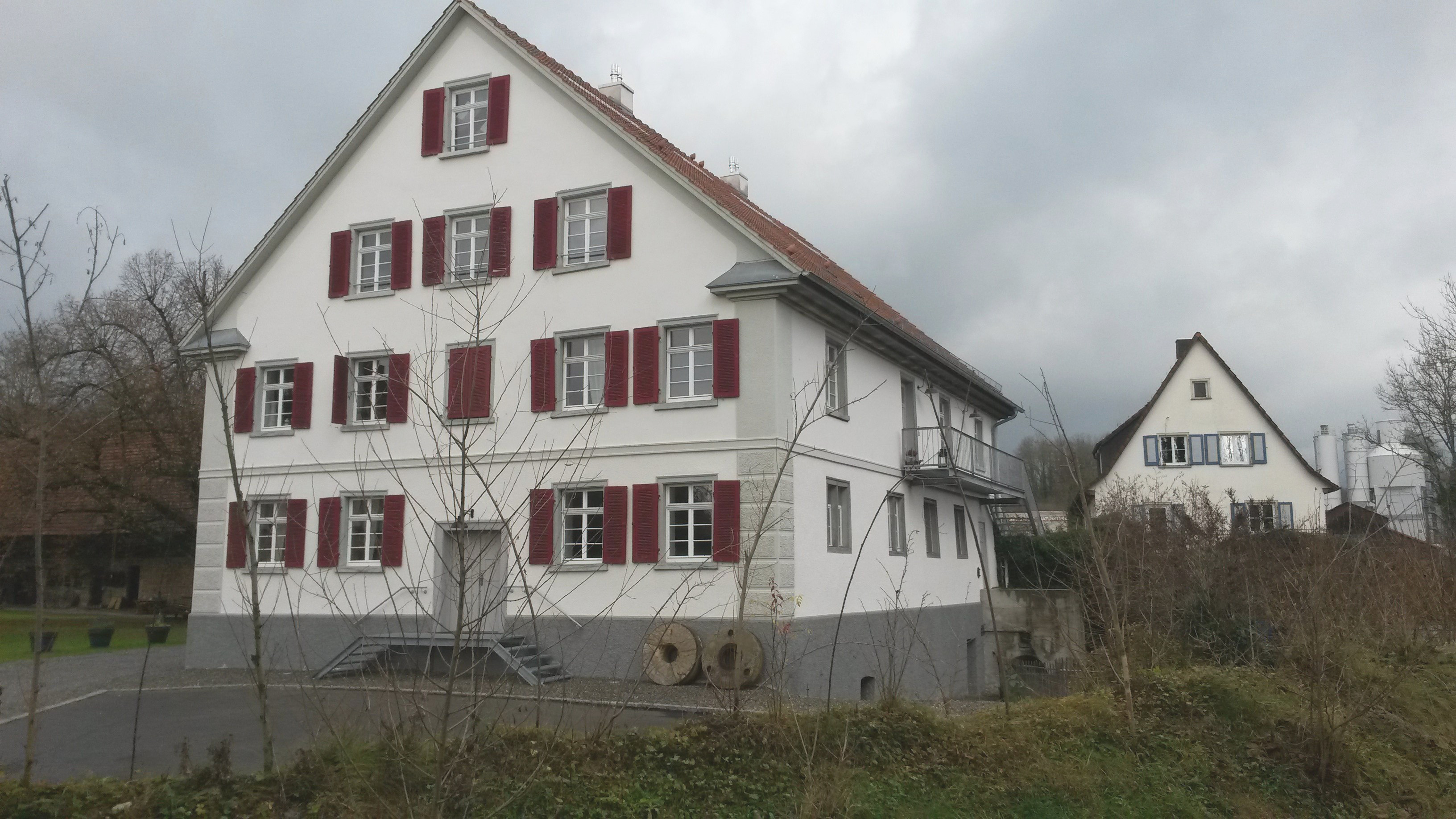
Ittenhausener Mühle

Die Mühle Ittenhausen wird in der 800-Jahre-Chronik des Ortes Ittenhausen als zentrales Thema beschrieben. 800 Jahre Mühlbetrieb sind dauerhaft belegt, wenn auch mit häufigem Pächterwechsel und häufig mäßigem wirtschaftlichem Erfolg.
- 1198 Die Dokumentation der Schenkung der Mühle ans Kloster Kreuzlingen durch die habsburgischen Ministerialen Wernher und Kuno gilt derzeit als erstmalige Erwähnung des Ortes und wird daher als Datum der Gründung des Ortes herangezogen.
- 1514 Die Mühle wird an die Stadt Buchhorn verpfändet und konnte erst etwa 1610 von Kreuzlingen wieder ausgelöst werden.
- 1649 Die im Dreißigjährigen Krieg verwahrloste Mühle wird auf Veranlassung des Abts von Kreuzlingen wieder in Stand gesetzt.
- 1735 Ein Hochwasser reißt das Wehr weg. Erst 1860 wird durch Betonierung eine dauerhafte Lösung gefunden.
- 1831 Privatisierung: Der Müller Franz Joseph Rauch schließt die Allodifizierung ab und kauft die Mühle. Sein Sohn und Nachfolger ist Johann Rauch.
- 1847 Das Mühlengebäude wird saniert und erweitert.
- 1905 Johann Rauchs Söhne Hermann und Wilhelm teilen den Betrieb auf. Mahl- und Sägemühle werden getrennt.
- 1922 Die beiden Wasserräder der Mahl-Mühle werden durch eine Francis-Turbine ersetzt. Die Mühle liefert Strom zur Beleuchtung der Gemeinde Berg.
- 1948 Die Kriegsschäden des Zweiten Weltkrieges werden beseitigt. Die Mühle wird an Robert Ringer verpachtet.
- 1984 Nach dem Tod von Robert Ringer wird der Mahlbetrieb eingestellt. Der Mühlkanal versumpft seither. Auch sind große Teile des Maschinenhauses demontiert.

### Hammerstatt

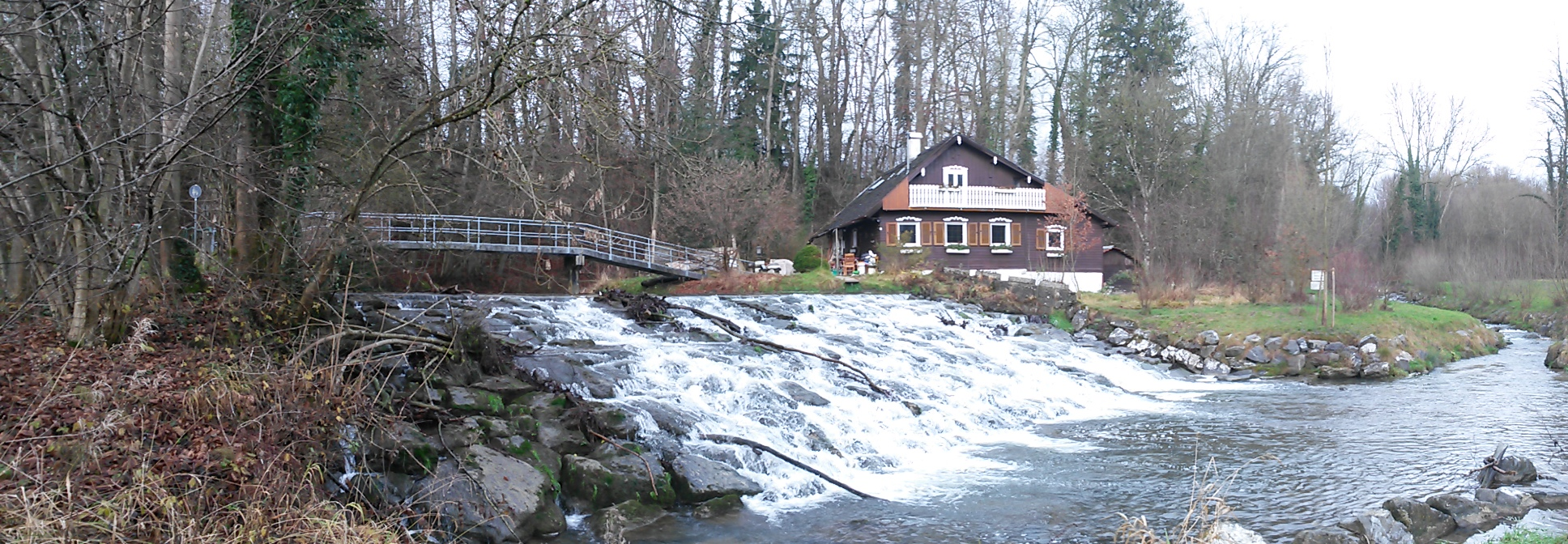
Mühlwehr in der Hammerstatt

Die Hammerstatt befindet sich nördlich des Mühlwehrs auf der nach Ailingen zugewandten Seite der Rotach. Der Name wird vermutlich von einer mittelalterlichen Verhüttung von lokalen Eisenerzvorkommen abgeleitet. Die Verhüttung von Eisenerzen wird ab dem 13ten Jahrhundert für eingestellt erklärt. Fundamente alter Bebauung wird vermutet jedoch nicht nachgewiesen.

### Gehrenmännlesloch
Nach der althergebrachten Sage handelt es sich um einen traumatisierten Bauern vom Fuße des Gehrenberges, der im Dreißigjährigen Krieg seinen Hof samt Familie in einem Gewaltakt der Soldaten verlor und sich bis zum Rest seines Lebens in einem Erdloch bei Ittenhausen verkroch. Der Volksmund berichtete, dass der fortan als Gehrenmännle bezeichnete Bauer sich in der Gemeinde Ailingen als Knecht, Viehhüter und Tagelöhner verdingte. Die Narrenzunft Ailingen hegt mit einer Maskengruppe rund um die Geschichte die Saga.

### Sonstiges
Im alten Bauernhaus in der Rotachstrasse befindet sich der große Ponyhof. Der ist für Klein und Groß sehr interessant.

Ein kleines, ehemaliges Bauernhaus ist das Zuhause des örtlichen Geschichtsvereins.

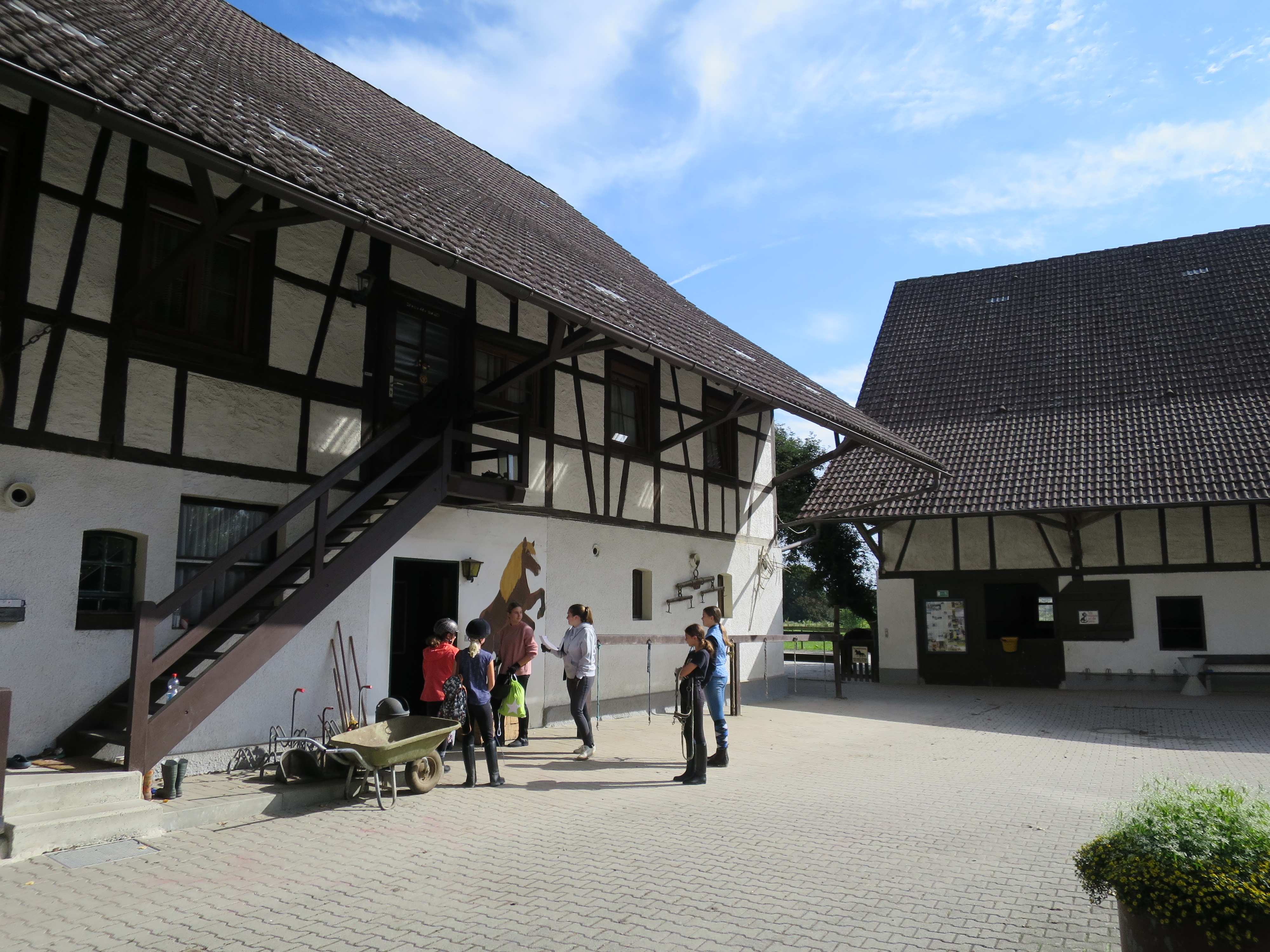
Ponyhof
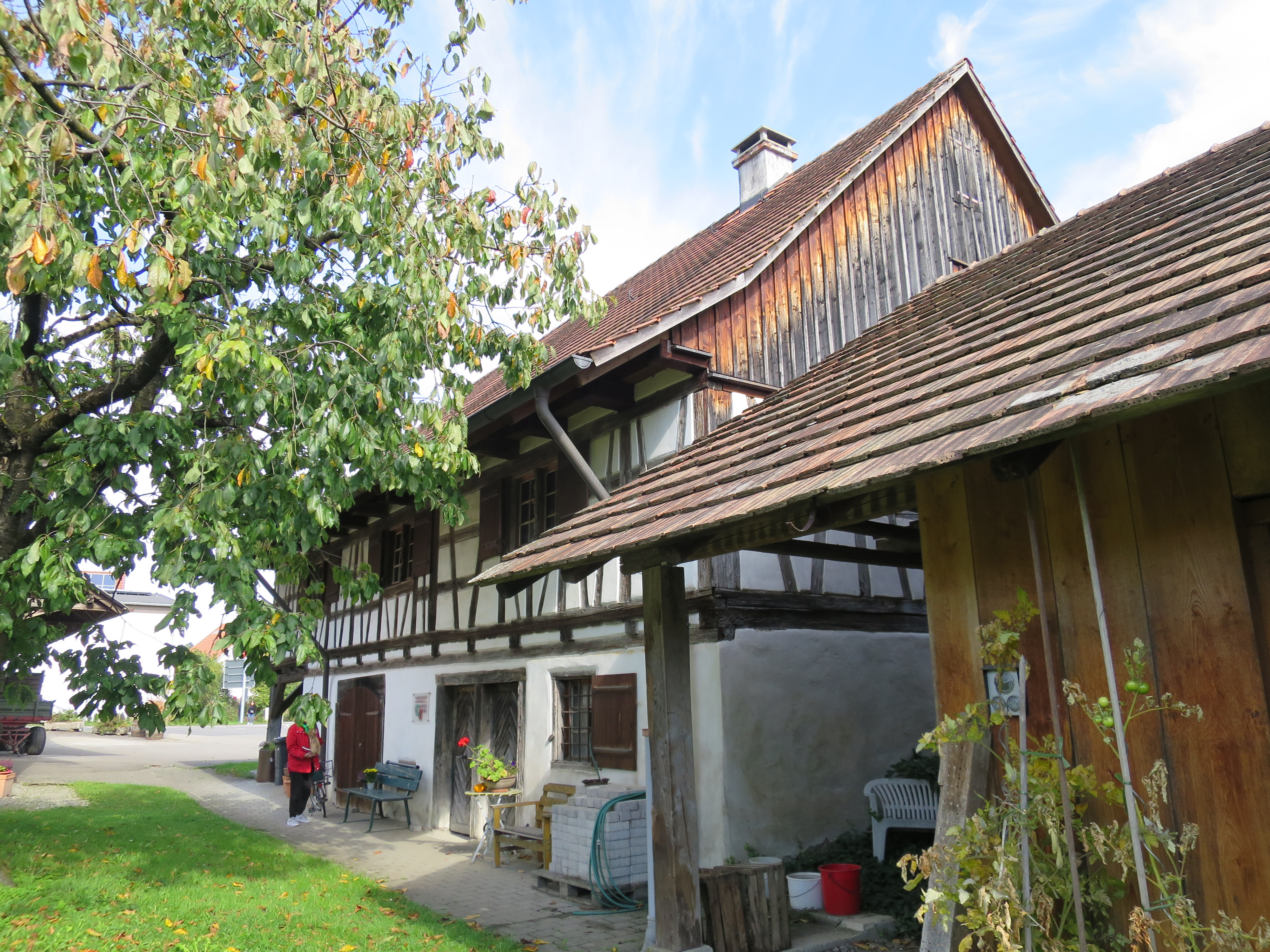
Haus der Heimatpflege